# Iława (gmina wiejska)
Iława – gmina wiejska w województwie warmińsko-mazurskim, w powiecie iławskim. W latach 1975–1998 gmina położona była w województwie olsztyńskim.
Siedziba gminy to Iława.
Według danych z 30 czerwca 2004 gminę zamieszkiwały 11 672 osoby. Natomiast według danych z 31 grudnia 2019 roku gminę zamieszkiwało 12 988 osób.

## Struktura powierzchni
Według danych z roku 2002 gmina Iława ma obszar 423,55 km², w tym:
- użytki rolne: 42%
- użytki leśne: 42%

Gmina stanowi 30,58% powierzchni powiatu.

## Demografia

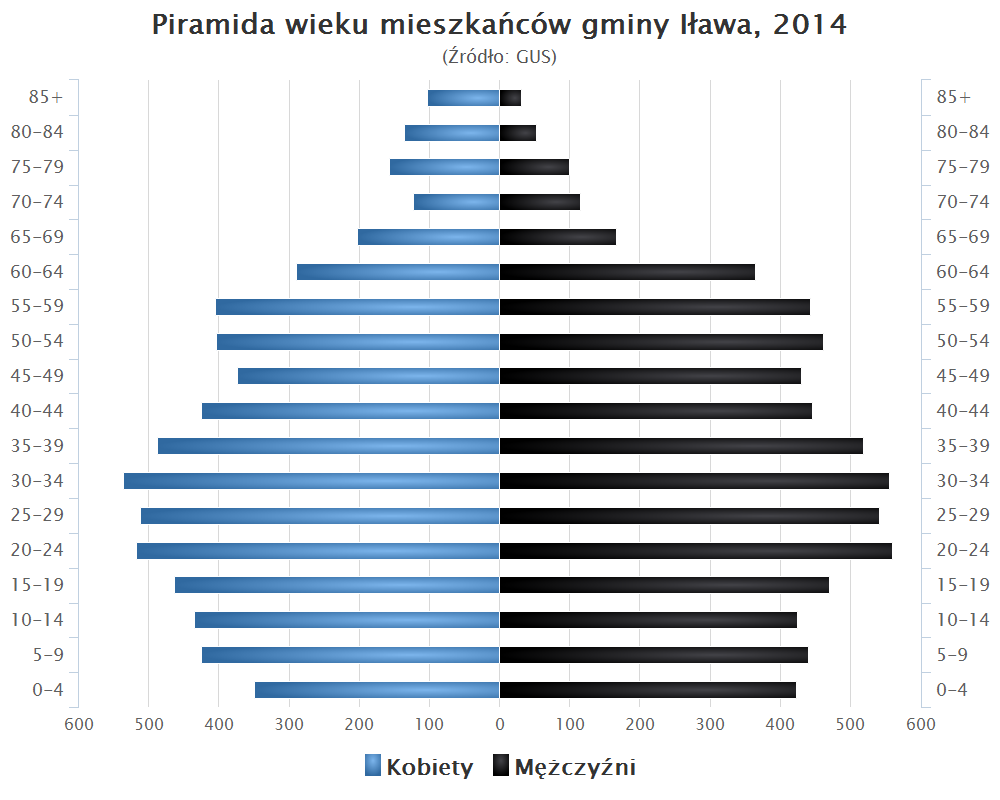
Piramida wieku mieszkańców gminy Iława w 2014 roku

Dane z 30 czerwca 2004:
| Opis                              | Ogółem | Ogółem | Kobiety | Kobiety | Mężczyźni | Mężczyźni |
| --------------------------------- | ------ | ------ | ------- | ------- | --------- | --------- |
| jednostka                         | osób   | %      | osób    | %       | osób      | %         |
| populacja                         | 11 672 | 100    | 5808    | 49,8    | 5864      | 50,2      |
| gęstość zaludnienia (mieszk./km²) | 27,6   | 27,6   | 13,7    | 13,7    | 13,8      | 13,8      |

## Bezrobocie
Dane z końca lipca 2006
| Opis          | Ogółem | W tym kobiet | z prawem do zasiłku | W tym kobiet |
| ------------- | ------ | ------------ | ------------------- | ------------ |
| jednostka     | osób   | osób         | osób                | osób         |
| Bezrobotnych: | 985    | 599          | 207                 | 82           |

## Ochrona przyrody
W okolicy Iławy znajduje się:
- Park Krajobrazowy Pojezierza Iławskiego
  - rezerwat przyrody Czerwica
  - rezerwat przyrody Jezioro Gaudy
  - rezerwat przyrody Jezioro Jasne (przejrzystość wody do 15 m)
  - rezerwat przyrody Jezioro Karaś, rezerwat przyrody chroniony konwencją ramsarską

## Fauna i flora gminy

### Lasy
- sosnowy
- bukowe
- mieszane

### Rzadkie rośliny

#### Rośliny lądowe
Rośliny chronione:
- wawrzynek wilczełyko
- lilia złotogłów
- bluszcz pospolity
- podkolan biały oraz podkolan zielonawy
- rosiczka okrągłolistna
- orlik pospolity
- tysiącznik pospolity

#### Roślinność wodna i torfowiskowa
- rdestnica
- rogatek
- wywłócznik
- grążel żółty
- grzybień biały
- trzcina pospolita
- pałka
- oczeret

### Zwierzęta

#### Lądowe
- jelenie
- sarny
- dziki
- lisy
- bobry
- borsuki
- wydry

#### Ptaki
- żurawie
- rybołowy
- kormorany
- bieliki
- orliki krzykliwe
- kanie
- czarne bociany
- płaskonos
- krakwa

## Miejscowości
- Miejscowości sołeckie: Dół, Dziarny, Franciszkowo, Frednowy, Gałdowo, Gardzień, Gromoty, Gulb, Kałduny, Kamień Duży, Karaś, Laseczno, Ławice, Makowo, Mątyki, Mózgowo, Nejdyki, Nowa Wieś, Radomek, Rudzienice, Segnowy, Siemiany, Skarszewo, Starzykowo, Stradomno, Szałkowo, Szymbark, Tynwałd, Wiewiórka, Wikielec, Ząbrowo

- Pozostałe miejscowości i ich części: Borek, Dąbrowa, Drwęca, Dziarnówko, Emilianowo, Franciszkowo Dolne, Jachimówka, Jażdżówki, Jezierzyce, Jeziorno, Julin, Kaletka, Kamień Mały, Kamionka, Katarzynki, Kozianka, Kwiry, Laseczno Małe, Łanioch, Lowizowo, Mały Bór, Niziny, Nowy Ostrów, Owczarnia, Papiernia, Pikus, Prasneta, Praszki, Przejazd, Różek, Rudzienice-Kałdunki, Rudzienice-Karłowo, Sarnówek, Sąpy, Smolniki, Smolniki-Nadleśnictwo, Solniki, Stanowo, Stęgwica, Strakowo, Szczepkowo, Szeplerzyzna, Szwalewo, Tchórzanka, Tłokowisko, Urwisko, Wilczany, Windyki, Wola Kamieńska, Zazdrość

## Sąsiednie gminy
Biskupiec, Iława (miasto), Kisielice, Lubawa, Miłomłyn, Nowe Miasto Lubawskie, Ostróda, Susz, Zalewo